# Tu-138
Tu-138 – niezrealizowany projekt radzieckiego myśliwca przechwytującego zaprojektowany na bazie doświadczeń i konstrukcji samolotu Tu-128.

## Historia
W drugiej połowie lat 60. XX wieku, wraz z rozwojem rakietowych systemów przeciwlotniczych, taktyka działania lotnictwa uderzeniowego zaczęła ewoluować w stronę operowania na niskich i skrajnie niskich wysokościach. Służące na dalekiej północy Tu-128, mające za zadanie przechwytywanie nieprzyjacielskich wypraw bombowych na dalekich podejściach do terytorium Związku Radzieckiego, przy dolnym pułapie operacyjnym rzędu 8000–10 000 metrów, nie były zdolne do sprostania nowym wyzwaniom. Biuro konstrukcyjne Tupolewa rozpoczęło trzyetapowy proces modyfikacji myśliwców, mający na celu przygotować je do realizacji zadań na o wiele niższym pułapie operacyjnym niż klasyczne Tu-128. Pierwszy z nich zakładał obniżenie pułapu bojowego i zwiększenie odporności radarowej głowicy pocisku R-4R na zakłócenia będącego głównym uzbrojeniem Tu-128.
Drugi etap zakładał zwiększenie prędkości przechwytywania z 2000 km/h do 3000 km/h. Przystosowanie samolotu do przechwytywanie celów lecących również na dużych wysokościach, rzędu 23-25 km nad powierzchnią ziemi. Zwiększenie zasięgu wykrywania celów z 50 do 100 km. Kontynuowanie prac na zwiększeniem odporności głowicy pocisku rakietowego na zakłócenia. Poszerzenie zakresu pracy całego systemu przechwytującego w trybie autonomicznym i półautonomicznym. Trzeci etap prac miał za zadanie zwiększyć prędkość samolotu z podwieszonymi rakietami do 2100–2400 km/h, zwiększyć jego zasięg, przyspieszenie i skrócić rozbieg. Pierwszy etap prac miał oprzeć się na modernizacji będących w służbie Tu-128. Drugi i trzeci etap miał zostać zrealizowany już dzięki nowej konstrukcji, oznaczonej jako Tu-138. 
Biuro konstrukcyjne Tupolewa rozpoczęło projektowanie dwóch wariantów Tu-138. Pierwszy z nich, oznaczony jako Tu-138-60, zaprojektowany został do przenoszenia pocisków K-60 i radaru Smiercz-A. Drugi wariant, z radarem Groza-100 i pociskami K-100 otrzymał oznaczenie Tu-138-100. Zmodyfikowano płatowiec, poprawiono jego aerodynamikę, zastosowano nowy cienki płat i podwozie, które chowało się do wnęk w skrzydłach i kadłubie. Maksymalna prędkość samolotu z podwieszonymi pociskami miała wynosić 2100–2400 km/h. Obliczeniowy zasięg przechwytywania celów przy prędkości poddźwiękowej – 2000 km. Czas dyżurowania w powietrzu wydłużono do 4,5 h. 
Badania tunelowe modelu Tu-138 ujawniły, iż uzyskanie zakładanych parametrów lotu z podwieszonymi pociskami przy poddźwiękowych prędkościach nie będzie możliwe. Opór aerodynamiczny był zbyt duży aby osiągnąć między innymi planowany zasięg. Biuro konstrukcyjne szukało rozwiązania problemu, zakładając wyposażenie samolotu w system tankowania w powietrzu. Nie przystąpiono jednak do dalszej realizacji projektu Tu-138.